# Sarah Clara Weber
Sarah Clara Weber (* 1977 in Ebersberg) ist eine deutsche Filmeditorin.
Sie ist seit Anfang der 2000er Jahre im Bereich Filmschnitt tätig. Für Muxmäuschenstill wurde sie 2004 mit dem Deutschen Filmpreis in der Kategorie Bester Schnitt geehrt.
Bei dem Animationsfilm Der Mondmann war sie auch Ko-Regisseurin, zusammen mit Stephan Schesch.

## Filmografie (Auswahl)
- 2003: Muxmäuschenstill
- 2005: Die Höhle des gelben Hundes
- 2006: Schwarze Schafe
- 2006: Vineta
- 2009: Short Cut to Hollywood
- 2011: Dating Lanzelot
- 2012: Der Mondmann (auch Ko-Regie)
- 2014: True Love Ways
- 2015: Mann im Spagat
- 2017: Fikkefuchs